# Orchestina dubia
Orchestina dubia là một loài nhện trong họ Oonopidae.
Loài này thuộc chi Orchestina. Orchestina dubia được Octavius Pickard-Cambridge miêu tả năm 1911.